# Воинский устав Петра I

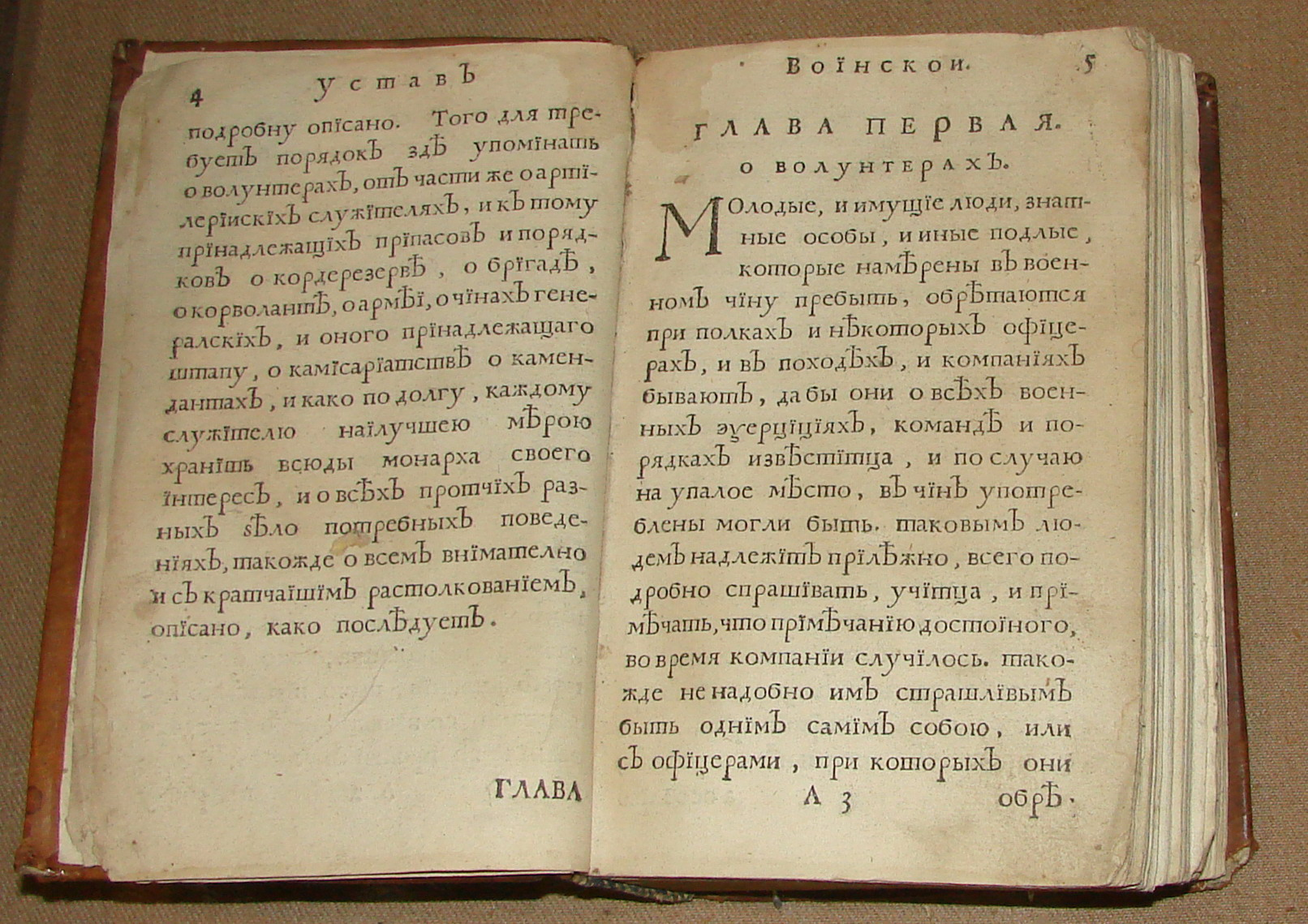
Воинский устав Петра I 1716 года

Во́инский уста́в Петра́ I — военный устав, утверждённый Петром I 30 марта (10 апреля) 1716 года в Данциге. Является одним из основных документов, положенных в основу реформ юридической системы Российской империи, проводимых при Петре.

## Основные сведения
Воинский устав состоит из самого Устава (68 глав), в котором изложены законы военно-учредительные, и из следующих приложений: Артикул воинский с кратким толкованием (209 статей; военно-уголовный кодекс). Краткое изображение процессов или судебных тяжеб (3 части и 14 глав). О экзерциции (или учении), о приготовлении к маршу, о званиях и о должности полковых чинов  (3 части).
Создавая регулярную армию по европейским образцам, Петр Великий, естественно, обратился к изучению западноевропейских военных кодексов, призвав к совместной работе всех выдающихся военных людей, его окружавших. Ещё в девяностых годах XVII в. генерал Адам Вейде послан был в Венгрию для изучения её военной организации и, возвратясь оттуда, представил Петру в 1698 году Воинский устав «как содерживаться, такожды и статьи или артикулы, какое кому наказание за вины». Затем в этой работе принял участие Яков Брюс, а в 1701 надзиратель артиллерии Андрей Виниус, который по приказу Петра начал «в воинских правах трудиться». Около 1705 года издано было «Уложение или право воинского поведения» для армии Шереметева, действовавшей в Прибалтийском крае, а в 1706 — «Артикул краткий, выбранный из древних христианских воинских прав, иже о богобоязни и о наказании разных злодеев» — для кавалерии, находившейся под командою Меншикова.
Затем до 1716 года являлись и другие артикулы воинские, корабельные и проч., и только после глубокого и всестороннего изучения иностранных источников, после значительного числа проектов, над исправлением которых Петр трудился в течение нескольких лет, его военное законодательство вылилось в окончательную форму Воинского устава. В основу каждой части положены лучшие образцы: имперские (в 1-й части), шведские (в артикуле), саксонские (в процессах), французские (в экзерцициях). По мнению П. О. Бобровского, только со времени появления Воинского устава следует считать учреждение регулярного войска в России совершившимся историческим фактом, потому что только с принятием к руководству этого устава войско получило единство, организацию и законы соответственно требованиям и условиям военного искусства тогдашнего времени. Воинский устав 1716 года является одним из важнейших памятников российского законодательства не только по значению своему в военной истории России, но главным образом потому, что он оказал несомненное влияние на развитие нашего уголовного права. Входящий в состав устава «Артикул воинский» наряду со специальными постановлениями, имевшими значение для войска, содержит юридические нормы общего характера, находившие себе применение в общеуголовных судах. В намерения Петра входило дать этим артикулам широкое применение, для чего он велел разослать Воинский устав не только во все корпуса войск, но и по губерниям и канцеляриям.
Главным источником Воинского артикула послужил военный артикул Густава Адольфа в дополненной, так называемой новошведской, редакции 1683 г., сделанной при Карле XI. Составленный для войска, Воинский артикул проводит и чисто военный взгляд на преступление. Преступление рассматривается не с точки зрения правонарушения, а как нарушение субординации, неисполнение приказанного, ослушание; на внутреннюю или нравственную сторону деяния обращается столь мало внимания, что измена и покушение на самоубийство совершенно равны в глазах законодателя и облагаются одним и тем же наказанием — лишением жизни. Наказание же имеет своей основной идеей — возмездие, а ближайшей целью — истребление преступника и устрашение. Отсюда обилие жестоких казней и наказаний осрамительных. Кроме того, здесь начинают появляться наказания, обнимающие собою всю личность преступника, поражающие его во всех сферах общественной жизни и вырывающие его навсегда из общества. Таково было наказание вечными каторжными работами и шельмованием (см. Вне закона). Воинский артикул положил в России начало институту лишения и ограничения прав, который глубоко проникает в карательную систему ныне действующего русского законодательства. Сравнительно с Уложением царя Алексея Михайловича обилие членовредительных и осрамительных наказаний, не щадивших ни живых, ни мёртвых, в Воинском уставе таково, что карательная система Уложения представляется и более простой, и более человечной. В одном отношении Воинский устав стоит выше прежних памятников: он более точным образом определяет состав каждого отдельного преступления.
Ср. прибавления Неклюдова к переведённому им «Учебнику уголовного права» Бернера (вып. 1, СПб. 1865); Розенгейм, «Очерк истории военно-судных учреждений в России до кончины Петра Великого» (СПб., 1878); Бобровский, «Военное право в России при Петре Великом. Артикул Воинский» (2 вып., СПб. 1882—1886); его же, «Вейде и его военный устав 1698 г.» (СПб., 1887); его же, «Петр Великий, как военный законодатель» (СПб., 1837); его же, «Военные законы Петра Великого в рукописях и первопечатных изданиях. С приложением снимков подлинной рукописи Артикула воинского, с поправками Петра» (СПб., 1887); Филиппов, «О наказании по законодательству Петра Великого» (М., 1891).

## Структура устава
Устав Петра Великого включает сам Военный устав и 3 приложения к нему. Таким образом, можно выделить 4 части:
1. Воинский устав, состоит из 68 глав.
2. «Артикул воинский» — изданный 25 апреля (6 мая) 1715 года военно-уголовный кодекс (без общей части, в основном излагал наказания за воинские преступления). Состоит из 209 статей-артикулов.
3. «Краткое изображение процесса или судебных тяжб», изданный в 1715 году военный уголовно-процессуальный кодекс.
4. О экзерциции (или учении), о приготовлении к маршу, о званиях и о должности полковых чинов.

## Содержание устава
Вводилось предписание об организации войск :
- Полк — состоит из 8 рот
- Бригада — состоит из 2-3 пехотных или кавалерийских полков
- Дивизия — состоит из нескольких бригад
- Армии «малой» и «великой» — численностью по 10-100 тыс. человек
- Корпуса Корволант
- Корпуса резерва.

Устав определял порядок военной службы, правила взаимоотношений военнослужащих, военно-уголовную систему, систему воинских чинов, судебную систему и многие другие вопросы. Хотя изначально (и по названию) устав был предназначен для применения в армии, сразу же после его принятия, указом от 30 марта (10 апреля) 1716 года он был определён как основной документ для решения дел в общем судопроизводстве. В качестве общего закона устав не отменял ранее действовавшие уложения, а применялся одновременно с ними.
Устав представляет собой компилятивную работу, выполненную на основании множества источников. По всей видимости, основой для него послужили шведские воинские артикулы, в которые были внесены многие собственные изменения, добавлены элементы, заимствованные из немецких, голландских, датских и французских законодательств. Считается, что первый вариант устава был составлен на немецком языке, затем его перевели на русский, после чего проект подвергся исправлению кабинет-секретарём Макаровым и лично Петром. Далее последовало его утверждение Правительствующим сенатом.
Принципиальным моментом в принятии данного Устава было то, что он впервые в русском праве поставил на первое место не нравственное и религиозное содержание преступных действий, а противоречие воле государства. В Уставе были введены наказания за многие деяния, которые вообще не охватывались ранее действовавшим законодательством, резко ужесточена ответственность за преступления. Устав ввёл в явном виде формальную силу доказательств, определяя набор необходимых для доказательства свидетельств и доказательную силу каждого из них.
В качестве наказаний могло применяться членовредительство. За массовое бегство, самовольный трактат или капитуляцию, сдачу крепости могла быть использована децимация. Наказания в Уставе делились на 5 групп:
- 1. Обыкновенные телесные наказания (в частности, скованием в железо, хождением по деревянным кольям, битьем батогами).
- 2. Жестокие телесные наказания (например, шпицрутенами, клеймением железом, обрезанием ушей, отсечением пальцев или руки, каторгой).
- 3. Наказания смертные (расстрелом (аркебузированием), отсечением головы, виселицей, колесованием, четвертованием, сожжением, залитием горла металлом, повешением за ребро на крюк).
- 4. Легкие наказания чести (понижение в должности, увольнение без жалования, высылка из государства).
- 5. Тяжелые наказания чести (прибитие имени на виселице, преломление шпаги (шельмование), объявление вором (шельмом)).

Среди преступлений, требовавших смертной казни, фигурировали и такие, как чародейство (чернокнижие), богохульство, непристойное рассуждение о монархе, брань о генерале или фельдмаршале, блуд с близкими родственниками, кража более двадцати рублей, порча прибитого указа, укрывательство.
Особой жестокостью отличается раздел о пытках («будеже все преступники в равном явятся подозрении, и между оными отец с сыном или муж с женою найдется, тогда сына или жену наперед к пытке привесть»). Тем не менее Устав пытается ограничить пытки и учитывает, что под пытками невинный человек может оклеветать себя или других. От пыток освобождены дворяне, чиновники, старики, дети, беременные женщины (за исключением государственных дел и убийств).